# Gayza
Gayza, aussi connu sous le nom d'İncekaya, est un village turc, situé dans la province de Karabük.

## Histoire

### Toponymie
En novembre 2019, les habitants du village souhaitent que le nom du village soit changé et devienne Gayza. Ils en font donc la requête lors d'une assemblée provinciale, qui approuve ce changement. Transmise aux services du ministère de l'Intérieur, ce changement est ensuite approuvé.

## Géographie
Le village est situé à environ 9 km de la ville de Safranbolu et à 20 km de Karabük.
Un aqueduc (en) est situé sur le territoire de la commune.

## Démographie
| Nombre d'habitants par année | Nombre d'habitants par année |
| ---------------------------- | ---------------------------- |
| 2012                         | 177                          |
| 2011                         | 181                          |
| 2000                         | 153                          |